# Лозовой, Александр Николаевич
Александр Николаевич Лозово́й — художник, искусствовед, кандидат педагогических наук, автор книг и статей об изобразительном искусстве, родился в Абхазии в городе Сухум в 1949 году. Работал в Государственной Третьяковской галерее, учёным секретарём Академии художеств СССР.
О его творчестве издательством GROM Publishing Home выпущена книга «Белый пароход художника Александра Лозового» (ALEXANDER LOZOVOY: VESSEL SO WHITE. Автор Р. Госин, перевод Р.Сандомирской). Во вступлении к книге о творчестве Лозового положительно отозвался известный американский исследователь истории русского авангарда, директор института славистики и профессор Университета Южной Калифорнии Джон Э. Боулт.
Александр Лозовой — участник многих российских и международных выставок. Его работы хранятся в музеях страны, в том числе в Русском музее (Санкт-Петербург), в Государственном музее изобразительных искусств имени А. С. Пушкина (Москва) в Музее современного искусства (Москва), в Архангельском музее изобразительного искусства, в Ярославском художественном музее, в Историко-архитектурном музее «Новый Иерусалим», в художественной коллекции московской Усадьбы «Узкое», в Музее Циммерли университета Ратгерса (штат Нью-Джерси, США), в других музеях и частных собраниях.
А. Н. Лозовой — автор нескольких книг, а также статей по изобразительному искусству. Автор альбома «Варвара Бубнова» (1984), «Некоторые взгляды Варвары Бубновой на искусство» (1999, Саппоро, на яп. языке), один из авторов публикаций и комментариев к I и II тому «Малевич о себе. Современники о Малевиче» (2004), публикации «О чём молчал Филонов» (Experiment, Los Angeles, 2005), «Алгебра и гармония Вольдемара Матвея» в сб. Вольдемар Матвей и Союз Молодёжи (2005), книги «Ошибки великих мастеров. Закат реализма» (2008), «Монотипия. Техника монотипии» (2010, совместно с К. В. Безменовой), «Цитаты Ветхого Завета», (Сан-Франциско, США, 2011), «Восток. Восток» (2012), «Эхо Ветхого Завета. Монотипии и коллажи» (2014).

## Выставки
- 2005 — «Коллаж в России. XX век». Государственный Русский музей, Санкт-Петербург;
- 2006 — «Время перемен. Искусство 1960—1985 в Советском Союзе», Государственный Русский музей, Санкт-Петербург;
- 2006 — «Монотипия в России. XX век», Государственный музей изобразительных искусств им. А. С. Пушкина, Москва;
- 2006 — Jeanneret Bang & Olufsen, Женева, Швейцария;
- 2006 — «Традиции петербургского авангарда. Варвара Бубнова (1886—1983), Николай Лозовой (1901—1992), Александр Лозовой (1949)», Московский музей современного искусства;
- 2006 — «Пространство современного АРТа», галерея «Импрессио Арт», Москва;
- 2006 — Новые поступления отдела графики Государственного музея изобразительных искусств им. А. С. Пушкина, Москва;
- 2006 — Международная арт-галерея Эритаж;
- 2006 — Фонд пропаганды искусства, Москва;
- 2006 — Персональная выставка, Beyond Art Gallery, Афины;
- 2007 — Аукцион «Гелос», Москва;
- 2007 — «Москва — Нью-Йорк. Сеанс одновременной игры» из коллекции Kolodzei Art Foundation, США;
- 2007 — Московский международный художественный салон, ЦДХ, Международная арт-галерея «Эритаж»;
- 2007 — «Мои современники», собрание В. Дудакова и М. Кашуро, галерея «Новый Эрмитаж», Москва;
- 2008 — Аукцион «Гелос», Москва;
- 2008 — «XX век русского искусства в собрании музея Новый Иерусалим», Москва;
- 2008 — Персональная выставка, Beyond Art Gallery, Афины;
- 2008 — Unknown Russia, Museum of Contemporary Russian art, Джерси-Сити, США;
- 2008 — Аукцион MacDougall’s, Лондон, 26 ноября;
- 2008 — «Арт-Манеж», Международная арт-галерея «Эритаж», Москва;
- 2009 — «От авангарда до экспрессионизма. Варвара Бубнова, Николай Лозовой, Александр Лозовой», Международная арт-галерея «Эритаж», Москва;
- 2009 — The Russian Auction, Стокгольм, 12 марта;
- 2009 — аукцион MacDougall’s, Лондон, 11 июня;
- 2009 — аукцион Sotheby’s, Москва, 08 октября;
- 2009 — аукцион MacDougall’s, Лондон, 03 декабря;
- 2009 — Выставка коллажа, ЦДХ, Москва;
- 2009 — «То, о чём мечтается», выставочный проект, «Галерея А-3» и арт-студия «Доминанта», из коллекции Ю. Гурова, А. Миронова, А. Моревой, Л. Петросян, Москва;
- 2009 — «Врата и двери», Государственный Русский музей, Санкт-Петербург;
- 2009 — «Монотипия», Государственный Русский музей, из собрания музея, Санкт-Петербург;
- 2009 — «Все грани невозможного», Арт-студия «Доминанта», ЦДХ, Москва;
- 2009 — Персональная выставка в Доме национальностей, галерея «Шазина», Москва;
- 2009 — Аукцион русского искусства, Международная арт-галерея «Эритаж», 12 октября, Москва;
- 2009 — L’Arte Contemporanea in Russia. 1950—2011, Creia, Regione Lazio, Италия;
- 2009 — Персональная выставка, галерея «Les Oreades», Москва;
- 2012 — 14-я Графическая ярмарка, Малый манеж, Москва;
- 2012 — Русское искусство XIX—XXI вв. Международная арт-галерея «Эритаж», Москва;
- 2012 — Современное искусство XX—XXI век, Международная арт-галерея «Эритаж», Москва;
- 2012 — Традиции авангарда (персональная выставка), Российский аукционный дом, Москва, Гостиный двор;
- 2012 — Аукцион Sotheby’s, Визуальная акустика, Международный благотворительный фонд Владимира Спивакова, Москва (11 апреля);
- 2012 — «На пути своём», Историко-архитектурный и художественный музей «Новый Иерусалим»;
- 2012 — «Без барьеров», Русское искусство 1985—2000-е годы из музеев и частных коллекций, Государственный Русский музей, Санкт-Петербург;
- 2013 — Страна цветущей сакуры, Япония Варвары Бубновой и Александра Лозового, Архангельский музей изобразительного искусства;
- 2014 — Черногория — страна цветущей мимозы, персональная выставка, Посольство Черногории в России, Дом Русского Зарубежья им. А.Солженицына.